# Hippuritoida
Los rudistas (Hippuritoida) son un orden extinto de moluscos bivalvos heterodontos. Tenían dos valvas asimétricas y normalmente una de ellas estaba fijada al sustrato (organismos sésiles). Aparecen en el registro fósil en el Jurásico Superior, su mayor diversificación se produce durante el Cretácico y se extinguen en el evento de extinción masiva del límite Cretácico-Paleógeno (límite K-Pg). Durante el Cretácico fueron los principales responsables de la formación de arrecifes en el mar de Tetis.
Los arrecifes de rudistas tienen un importante interés económico como posibles trampas petrolíferas, debido a la elevada porosidad de sus facies.

## Descripción

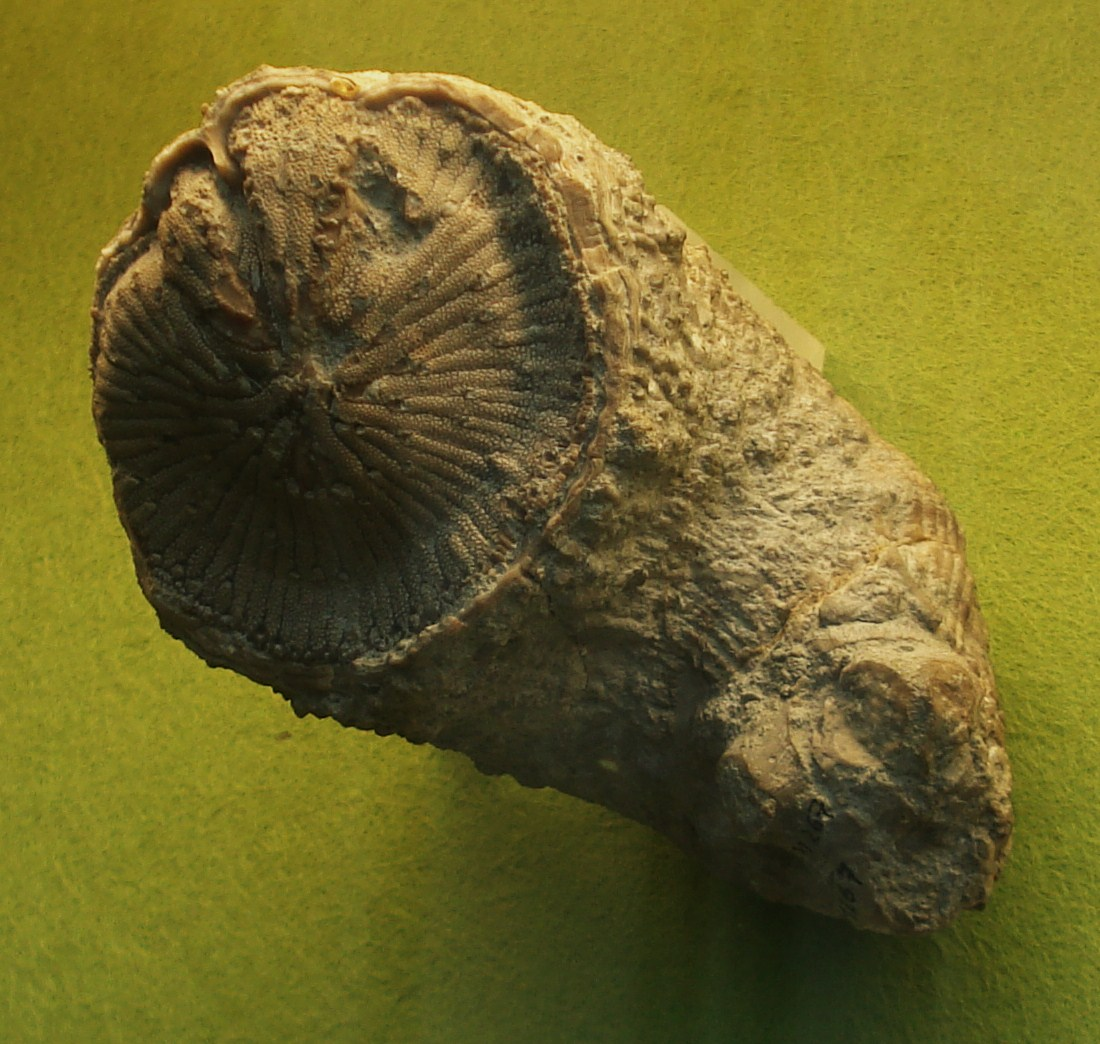
Hippurites.

Presentaban conchas gruesas con dos capas: una externa calcítica y otra interna aragonítica.
Las formas del Jurásico fueron alargadas, con dos valvas similares, a menudo en forma tubular.
Los dicerátidos poseían dos gruesas valvas arrolladas en espiral (di-ceras, dos cuernos), mientras que en los requiénidos sólo está arrollada la valva fija, con la otra, libre, de morfología opercular. Algunas especies no coloniales, como Requienia o Toucasia, fueron de conchas grandes y masivas, con estructuras de pliegues y rebordes en la valva inferior, que les proporcionaban una fuerte fijación al sustrato.
Los rudistas constructores de arrecifes del Cretácico, hippurítidos y radiolítidos, fueron muy robustos, con conchas de gran espesor y las dos valvas muy diferentes . Presentaban una valva cónica o cilindrocónica que se anclaba vertical en el sustrato, con la otra valva muy diferente y reducida que actuaba de opérculo (a modo de tapa libre). El tamaño de estas formas cónicas es muy variable, desde unos pocos centímetros a casi dos metros de altura.
Se supone que los rudistas fueron filtradores, como la mayoría de los bivalvos actuales y que además pudieron mantener algún tipo de relación simbionte con zooxantelas (algas dinoflageladas), como algunos bivalvos y corales.

## Biocronología y evolución
Los fósiles más antiguos atribuidos a Hippuritoida corresponden al Oxfordiense (Jurásico Tardío) y la desaparición del grupo coincide con la extinción masiva del final del Maastrichtiense (Cretácico Tardío) (Steuber et al., 2002).
El origen del grupo se encuentra en los dicerátidos, a finales del Jurásico Tardío.
Los requiénidos tuvieron su apogeo a mediados del Cretácico Temprano.
Los caprínidos y los ictiosarcolítidos se extinguieron en el Cenomaniense, y fueron reemplazados por los hippurítidos, dominantes durante el Cretácico Tardío.
Los radiolítidos se desarrollaron a partir del Aptiense (Cretácico Temprano), presentando la mayor diversidad del grupo.

## Paleoecología

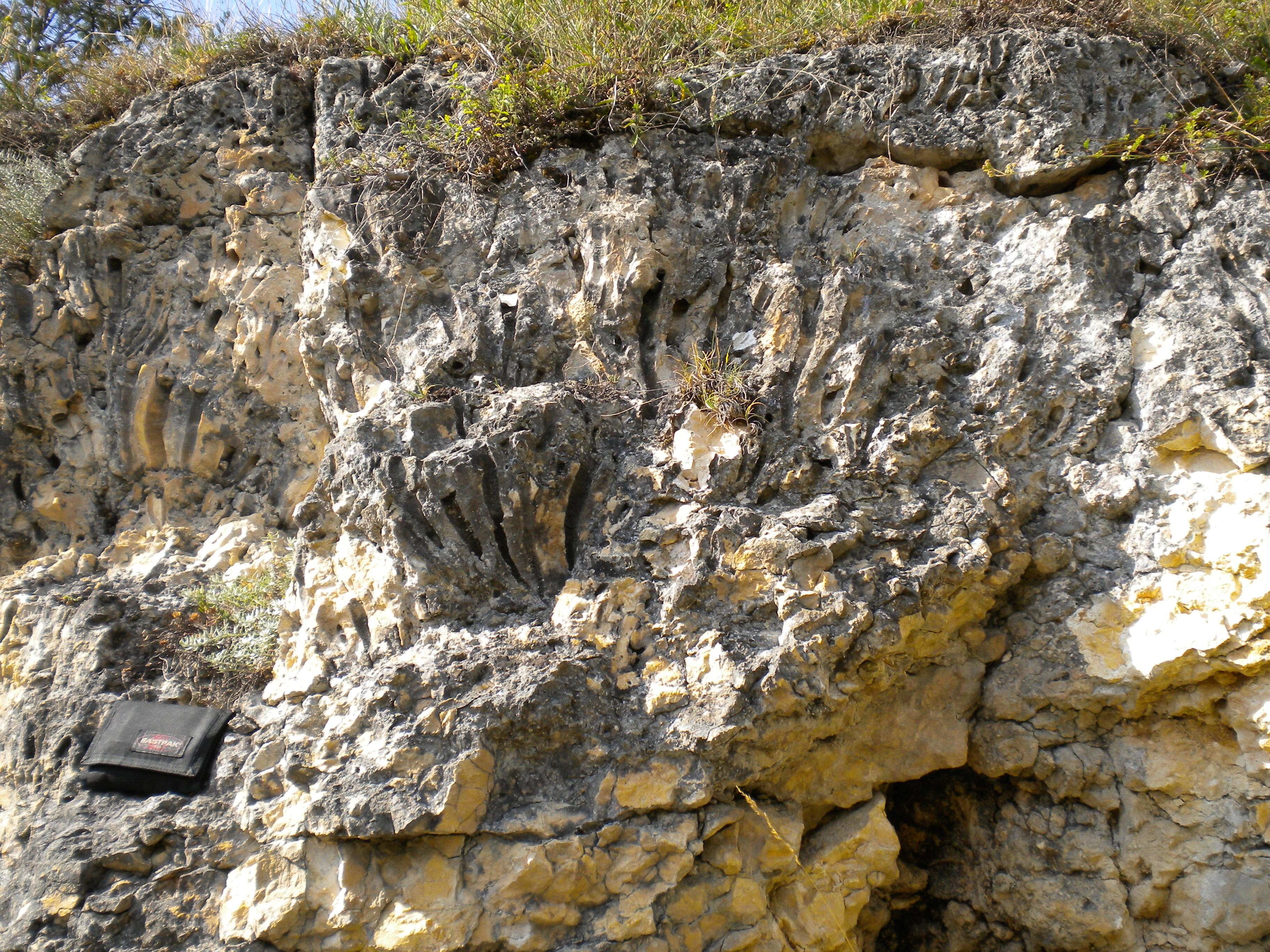
Arrecifes de rudistas: afloramiento con varios biostromos superpuestos del Turoniense.

Los rudistas fueron los principales constructores de arrecifes en los mares tropicales durante el Cretácico. Se asentaban en ambientes someros agrupándose numerosos individuos, lo que permitía el atrapamiento de sedimentos, que consolidaban y reforzaban las colonias. Algunas especies aumentaron la cohesión ente los individuos produciendo cementaciones entre las conchas. Se conservan numerosos fósiles en posición de vida, por lo que se ha podido observar como se apoyaban y sujetaban unos con otros.
Se supone que habitaban aguas someras, pues su asociación con algas dasicladáceas parece indicar que los rudistas necesitaban aguas turbias y bien oxigenadas y que la profundidad no excedería de los 5 m. Asimismo estarían expuestos a condiciones subaéreas (quedarían «al aire») durante las mareas vivas.
Se supone que el éxito de los rudistas, desplazando a los corales, fue debido, en parte, a la mayor temperatura y salinidad de los mares durante el Cretácico.

## Paleobiogeografía

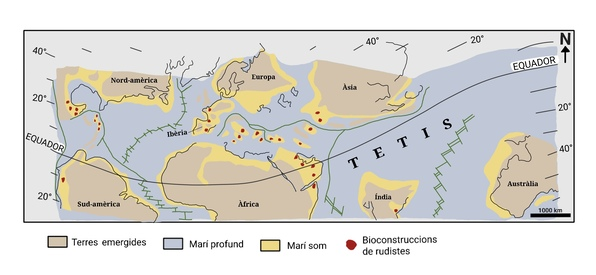
Distribución paleogeográfica de los rudistas en el mar de Tetis

Los rudistas habitaron todos los mares tropicales y subtropicales de su época, principalmente el mar de Tetis, en lo que actualmente es Europa, Asia, norte de África, Norteamérica y Antillas. De la extensa distribución geográfica de este grupo se ha supuesto que las fases larvarias fueron planctónicas.
Los antillocrapínidos estuvieron restringidos al actual Caribe y los dictioptíquidos sólo se conocen del norte de África y península arábiga.

## Sistemática

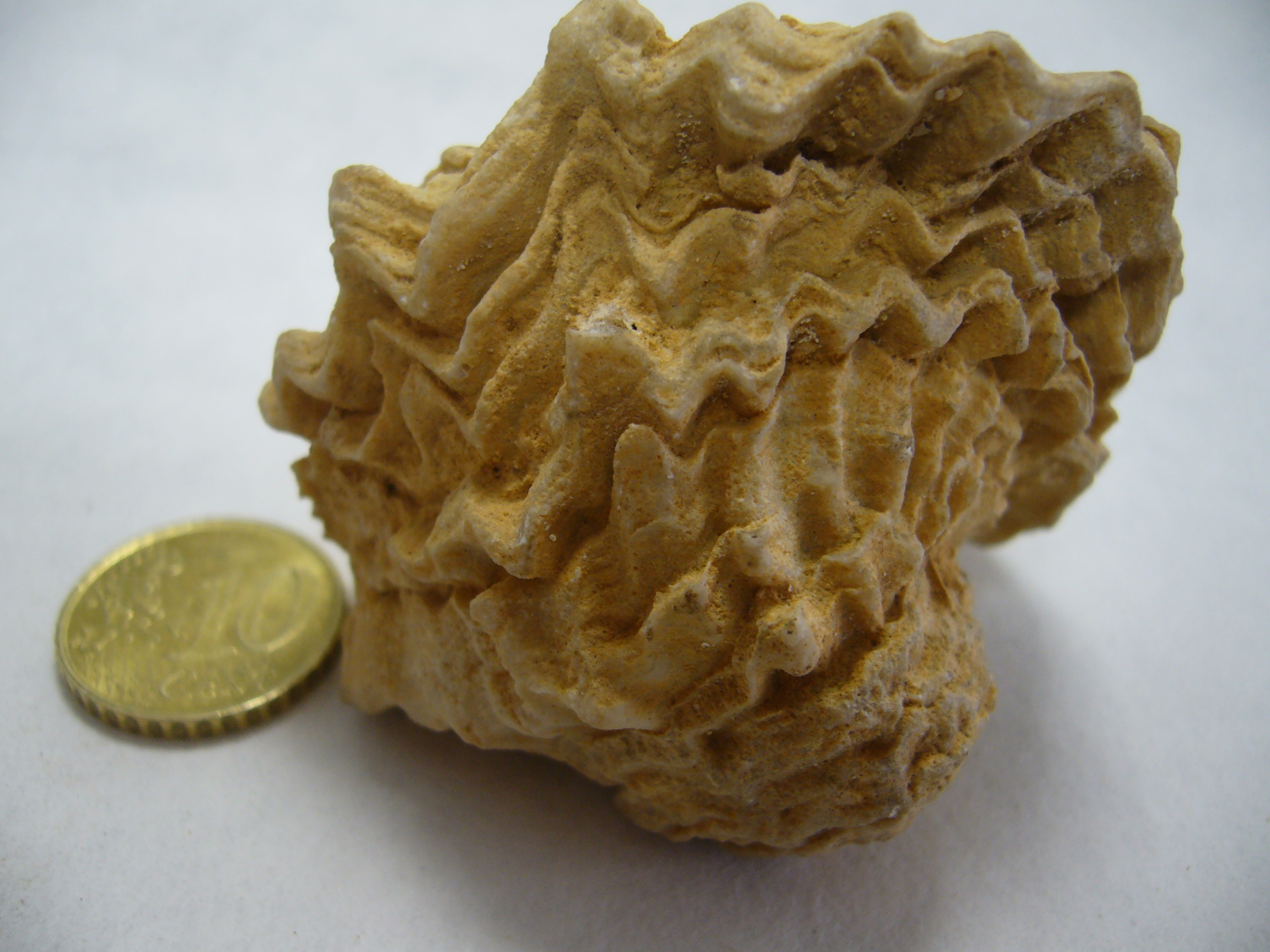
Radiolites.

Los rudistas se sitúan en el orden Hippuritoida (en ocasiones Rudista, Rudistes o Paquidontos, términos actualmente en desuso).

## Historia
Los fósiles de rudistas fueron descritos por primera vez por Philippe-Isidore Picot de Lapeyrouse en 1781 en Rennes-les-Bains (región de Corbières, Francia) en un lugar conocido como «Montaña de los Cuernos».